# Esther Marqués
Esther Marqués (3 de junio de 1978) es una jugadora profesional española de voleibol.

## Clubes
- 2012-2013.- Valeriano Allés Menorca (Superliga),  España
- 2011-2012.- GH Ecay Leadernet (Superliga 2),  España
- 2010-2011.- Nuchar Eurochamp Murillo (Superliga 2),  España
- 2009-2010.- Algar Surmenor (Superliga 2),  España.
- 2008-2009.- Promociones Díez Rical de Miranda de Ebro (Superliga 2),  España.
- 2006-2008.- Valeriano Alles Menorca Volei (Superliga),  España.
- 2005-2006.- Patricia Volei Ciudadela,  España.
- 1999-2000.- C.V. Ciudadela (Primera),  España.
- 1997-1999.- C.N. Sabadell (Superliga),  España.
- 1995-1996.- Sant Cugat (Superliga),  España.

## Logros obtenidos

### Clubes
- 2012-2013.- Incluida en el 7 ideal de las jornadas 12, 14 y 16 de Superliga.
- 2011-2012.- Campeona de Superliga 2 y ascenso a Superliga con GH Ecay Leadernet.
- 2011-2012.- Incluida en el 7 ideal de las jornadas 16 y 22 de Superliga 2.
- 2010-2011.- Campeona de Superliga 2 y ascenso a Superliga con Nuchar Eurochamp Murillo.
- 2009.- Campeona de la Copa de la Princesa de Asturias con Promociones Díez Rical.
- 2007-2008.- Disputa la Superliga EVE (Europa).
- 2005-2006.- Ascenso a Superliga.
- 2002-2003.- Ascenso a Liga FEV.